# Pierre Creton
Pour les articles homonymes, voir Creton (homonymie).
Pierre Creton, né en 1966, est un ouvrier agricole, plasticien et réalisateur français.

## Biographie
Après des études à l'école des beaux-arts du Havre, Pierre Creton décide de devenir ouvrier agricole dans le pays de Caux. Cette expérience lui fournit la matière de la plupart des films qu'il réalise à partir de 1992.
Il est l’auteur d’une vingtaine de films, tous présentés au festival international de cinéma de Marseille.
Il intervient ponctuellement dans des écoles d’art et de cinéma (Paris, Genève, Pékin, Angers).
Il publie en 2014 Une honte. Essai sur une image de soi, court récit dans lequel il interpelle six proches au sujet d'une photo de sa petite enfance. À partir de l'image et des premières révélations qu'il reçoit, le lecteur imagine son propre scénario, avant d'être percuté dans l'épilogue par la parole authentique et sans concession de l'auteur.

## Commentaire
« Si, comme l'écrit Giorgio Agamben, la contemporanéité est affaire d'écarts, Pierre Creton est aujourd'hui le plus contemporain des cinéastes français. Depuis près de vingt ans, il travaille à l'écart des lumières parisiennes, des modes majoritaires de production et de distribution, des étiquettes de tous genres. Pierre Creton vit et travaille dans le Pays-de-Caux : il y réalise des films, dessine, produit du miel, cultive son jardin. Le temps de l'art et celui de la vie ne font qu'un. Travail, rencontres, lectures suscitent des films, qui à leur tour sculptent l'existence, l'ouvrent à des expériences, des territoires qui donnent lieu à d'autres films. Travailler en cinéaste, c'est habiter un monde rendu vivable par l'invention de communautés de pensées, de désirs et d'amitiés, où se côtoient paysans, écrivains et cinéastes, les vivants et les morts, le proche et le lointain. »

— Cyril Neyrat

## Filmographie

### Courts métrages
- 1994 : Le Vicinal
- 1997 : Sept pièces du puzzle néo-libéral
- 1999 : L'Assujetti
- 2002 : La Tournée
- 2002 : Une saison
- 2002 : La Vie après la mort
- 2005 : Le Voyage à Vézelay
- 2005 : Détour suivi de Jovan from Foula (coréalisateur : Vincent Barré)
- 2006 : Paysage imposé
- 2006 : L' Arc d'iris - Souvenir d'un jardin (coréalisateur : Vincent Barré)
- 2007 : Les Vrilles de la vigne[2]
- 2008 : L'Heure du berger 2008 : Primé au Festival international de cinéma de Marseille ; grand prix de la compétition française et prix du Groupement national des cinémas de recherche[3].
- 2009 : Le Paysage pour témoin. Rencontre avec Georges-Arthur Goldschmidt
- 2011 : Le Grand Cortège
- 2012 : Le Marché, petit commerce documentaire
- 2014 : Petit traité de la marche en plaine (coréalisateur : Vincent Barré)[4]
- 2021 : House of Love

### Longs métrages
- 2005 : Secteur 545
- 2009 : Maniquerville
- 2010 : N'avons-nous pas toujours été bienveillants ?[5] (coréalisateur : Vincent Barré)
- 2013 : Sur la voie
- 2017 : Va, Toto ![6]
- 2019 : Le Bel Été[7]
- 2023 : Un prince[8] Prix SACD[9].
- 2025 : Sept promenades avec Mark Brown (coréalisateur : Vincent Barré)

## Publications
- Cultiver, habiter, filmer, conversation avec Cyril Neyrat, Éditions Independencia, 2010
- Habiter, Éditions Galerie Duchamp, Yvetot, 2010
- Une honte. Essai sur une image de soi. Livret 5, coll. « écrits / faux raccords », Le Gac Press, 2014

### Coffret DVD
- Trilogie en Pays de Caux, trois films de Pierre Creton — Secteur 545 (2004), Paysage imposé (2006), Maniquerville (2009) —, Éditions Capricci, 2010